# Alessandro Valerio
Alessandro Valerio, född 18 maj 1881, död 30 maj 1955, var en italiensk ryttare.
Han blev olympisk silvermedaljör i hoppning vid sommarspelen 1920 i Antwerpen.